# إعالة الطفل
في قانون الأسرة والسياسة العامة،  دعم الطفل أو (إعالة الطفل) هي عبارة عن مدفوعات دورية ومستمرة يقوم بها أحد الوالدين لتحقيق منفعةٍ مالية للطفل (أو الوالد أو مقدّم الرعاية أو ولي الأمر أو الولاية) بعد انتهاء الزواج أو العلاقة، ويتم دفعها بشكل مباشر أو غير مباشر من قِبل المُلزم بها إلى الشخص المُلتزم برعاية الطفل لغرض توفير الرعاية والدعم للأطفال الذين انتهت علاقة والديهم أو للذين لم توجد علاقة بين والديهم من الأصل. وغالباً يكون المُلزم هو الوالد غير الحاضن والملتزم عادةً يكون هو الوالد الحاضن أو مقدم الرعاية أو ولي الأمر أو الولاية. وبناءً على السلطة القضائية فإنه يجب للوالد غير الحاضن دفع نفقة الطفل للوالد الحاضن وعادةً تكون مهمة كلا الأبوين أن يدعموا طفلهم بغض النظر عن الجنس فكما أن الأم مطالبة بدعم الأب فيجب كذلك على الأب دعم الأم أيضاً. وفي بعض السلطات القضائية هناك ما يسمى بالحضانة المشتركة حيث يعتبر الطفل تحت حضانة والدين ويكون الوالد صاحب الدخل الأعلى هو المُلزم بدفع نفقة الطفل للوالد المُلتزم بحضانة الطفل وفي سلطات أخرى حتى مع وجود بما يسمى بالإقامة المشتركة القانونية إذا لم يكن هناك إثبات أن كلا الوالدين دفعا مساهمات متساوية سيعتبر أحد الوالدين والد غير مقيم وغير داعم للطفل وسوف يضطر لأن يدفع جزء من دخل الوالد الآخر ولا يتم تقييم دخل واحتياجات الوالد الآخر (المقيم).
و في قانون الأسرة، يعد دعم الطفل غالباً كجزء من الطلاق أو الانفصال الزوجي أو إبطال الزواج أو إثبات النسب أو حل اتحاد مدني وقد يكمل (الدعم الزوجي) ترتيبات النفقة، وقد تم الاعتراف دولياً بالحق في إعالة الطفل ومسؤوليات الوالدين في تقديم هذا الدعم للطفل وأيضاً في اتفاقية الأمم المتحدة لعام 1992 لحقوق الطفل وهي إتفاقية ملزمة وقعتها كل أعضاء دول الأمم المتحدة وصادقوا عليها رسمياً من قبلهم جميعاً باستثناء الولايات المتحدة، وأعلنت أن تنشئة الأطفال ونموهم ومستوى معيشتهم هي مسؤولية مشتركة بين الوالدين وحق أساسي للأطفال، وأكدت أن المسؤولية الأساسية لتوفير هذه الحقوق للأطفال تقع على عاتق آبائهم. وتشمل وثائق وأيضاّ قررات الأمم المتحدة الأخرى المتعلقة بتطبيق دعم الطفل اتفاقية نيوورك لعام 1956 بشأن إصلاح الإعالة الخارجية والتي أنشأت تحت رعاية الأمم المتحدة ووافق عليها 64 دولة من الدول الأعضاء في الأمم المتحدة وبالإضافة إلى ذلك أقرت كيانات دولية أخرى بما في ذلك مجلس أوروبا والاتحاد الأوروبي ومؤتمر لاهاي بالحق في الحصول على دعم الطفل فضلاَ عن الإجراءات المحددة للتنفيذ والتطبيق، ولكل دولة هناك أمثلة عديدة على التشريعات والمبادئ المتعلقة بالنفقة على الطفل وكيفية تنفيذها وتشمل: قانون الأسرة لعام 1975 (أستراليا) وقانون دعم الطفل (المملكة المتحدة) وقانون الصيانة والانتساب (فيجي) ودعم الطفل في الولايات المتحدة C.F.R 302.56.45  يتطلب من كل ولاية أن تنشئ وتنشر مبادئ وتوجيهات صحيحة (ولكنها قابلة للدحض) وأن تتم مراجعتها كل أربعة سنوات على الأقل  ومن المعروف أن قوانين دعم الطفل متعارف عليها في غالبية دول العالم، بما في ذلك غالبية البلدان في أوروبا وأمريكا الشمالية واستراليا وكذلك العديد من الدول في افريقيا واسيا وأمريكا الجنوبية.

## النظرية القانونية
يعتمد دعم الطفل على السياسة التي تفرض على كلا الوالدين دعم أطفالهما مالياً حتى عندما يكون الطفل لايعيش معهما كليهما، ويشتمل دعم الطفل على: دعم الطفل مالياً وليست أشكال الدعم الأخرى كالدعم العاطفي أو الفكري أو الرعاية الجسدية أو الروحية.
و عندما يعيش الطفل مع كلا الوالدين نادراً مايكون هناك تدخل من المحكمة إذا علِم الوالدان كيف يقدمون الدعم المالي لأطفالهم ومع ذلك وحتى عندما لايكون الوالدان معاً غالباً ما تأمر المحاكم أحد الوالدين بدفع المبلغ الذي تم تجديدة كدعم مالي للطفل وفي مثل هذه الحالات يتلقى أحد الوالدين (المُلتزم برعاية الطفل) الإعالة ويُأمر الوالد الآخر (المُلزم) بدفع إعالة الطفل ويمكن تحديد مبلغ إعالة الطفل على أساس كل حالة على حدة أو عن طريق تقدير المبلغ الذي يعتقد أنه ينبغي دفعه لدعم الطفل.
و يمكن أن يطلب أحد الوالدين من الآخر دفع مبلغ إعالة الطفل بشرط أن يكون الوالد الذي يدفع له المبلغ هو الوصي على الطفل، وبالمثل إعالة الطفل من الممكن أن تُطلب من إحدى الوالدين عندما يكونوا متشاركين حضانة طفلهم ويتقاسمون مسؤوليات تربية طفلهم، وفي بعض الحالات، قد يطلب من الوالد الذي لديه حضانة وحيدة لأطفاله أن يدفع نفقة الطفل للوالد الأخر لدعم الطفل حين يكون برفقته، ونفقة الطفل الذي يدفعها الوالد غير الحاضن لا تعفيه من مسؤوليته عن تكاليف طفله  أثناء زيارته له في منزل والده الآخر وعلى سبيل المثال، إذا قام الوالد الحاضن بدفع نفقة الطفل للوالد غير الحاضن فهذا لايعني أن الشخص الملزم مسؤول عن الطعام أو الملجأ أو الأثاث أو أدوات النظافة أ والملابس أو الألعاب أو أي من نفقات الطفل الأخرى المتعلقة ببقاء الطفل مع الوالد الغير حاضن.
و أيضاً في معظم السلطات القضائية لا يلزم الوالدان أن يكونا متزوجان ولا يلزم إثبات الأبوة أو الأمومة (البنوة إلا في حالة عدم وجود التزام بدعم الطفل وذلك من قبل محكمة مختصة، ويمكن أن يدعم الطفل أيضاً من خلال مبدأ سقوط الحق حيث يكون أحد الوالدين بحكم الواقع حالاً محل الوالدين لفترة كافية لتوطيد علاقة أبوية دائمة مع الطفل أو الأطفال، وبالتالي فإن المحاكم الكندية تقتصر على تقسيم دخل الوالدبن (غير الحاضنين) وإعطائها للوالد (الوصي).
في حين تعترف المحاكم بأن لدى الطفل توقع الدعم من كلا الوالدين وأنه لا توجد سابقة قانونية فيما يخص (قانون الطلاق) تشير إلى أن الوالد (الوصي) لديه أي التزام لدعم الطفل، وبالإضافة إلى ذلك عارضت المحاكم بشدة أي محاولة من الوالدين (غير الحاضنين) لضمان استخدام (دعم الطفل) للطفل وحده.

## دعم الطفل ضد الاتصال
في حين أن قضايا دعم الطفل والزيارات أو الاتصال يمكن أن تقرر بنفس تسوية الطلاق أو الأبوة وفي معظم السلطات القضائية فإن الحقوق والواجبات منفصلة تماماً وقابلة للتنفيذ بشكل فردي وقد يمنع الوالدان الوصيان من قطع التواصل لمعاقبة الوالد غير الوصي لعدم دفع بعض النفقة أو كلها للطفل المعني، وعلى العكس أحياناً يطلب من الوالد غير الوصي دفع إعالة الطفل حتى لو تم حرمانه جزئياً أو كلياً من الاتصال بالطفل وعلاوةً على ذلك يتأسس دعم الطفل بين الوالدين إذا تم منح الحضانة المشتركة ولكن يقضي الطفل معظم وقته مع أحد الوالدين وليس كليهما.
و بالإضافة إلى ذلك، يكون الوالد غير الحاضن مسؤولاً عن مدفوعات إعالة الطفل حتى إذا لم يرغب في توطيد علاقته مع الطفل، وقد أكدت المحاكم أن حق الطفل في الحصول على الدعم المالي من الوالدين يلغي رغبة الشخص البالغ  بأن يتولى أو يأخذ على عاتقه دور الأبوة.
وفي حين أن دعم الطفل والتواصل معهم قضيتان منفصلتان تماما ففي بعض السلطات القضائية قد تؤثر هذه الأخيرة على الأولى، ففي المملكة المتحدة على سبيل المثال: قد يتم تقليل مبلغ الدعم بناء على عدد الليالي في الأسبوع الذي يقضيه الطفل في منزل الوالدين المقدمين للدعم.

## استخدام مدفوعات إعالة الطفل
تعترف معظم لوائح دعم الطفل الدولية والوطنية بأن كل والد أو والدة له التزام بدعم طفله، وبموجب هذا الالتزام فمن المتوقع أن يتقاسم كلا الوالدين مسؤولية نفقات طفليهما، وما يختلف بين السلطات القضائية هي (النفقات) التي يغطيها (دعم الطفل) والتي هي غير عادية وتعتبر خارج نطاق تعريف (دعم الطفل).
و يفترض غالباً أن أموال النفقة تستخدم بتغطية نفقات الطفل مثل: الطعام والملابس والاحتياجات التعليمية ولكن ذلك غير مطلوب، وبموجب قانون ولاية كاليفورنيا على سبيل المثال: يمكن استخدام أموال دعم الطفل لتحسين مستوى معيشة أهل البيت وليس على المستلم حساب كيفية إنفاق المال.
وقد قامت إعالة الطفل بإصدار أوامر لتخصيص أموال لبنود محددة للطفل مثل: الرسوم المدرسي، والرعاية اليومية، والنفقات الطبية، وفي بعض الحالات مكن للوالدين دفع هذه التكاليف مباشرة على سبيل المثال: يقومون بدفع الرسوم الدراسية مباشرة إلى مدرسة أطفالهم بدلاً من تحويلها إلى المُلزم وأحياناً قد يتطلب أيضاً أن يتحمل كل من الوالدين نسبة من النفقات للاحتياجات المختلفة على سبيل المثال: في ولاية ماساتشوستس الأميركية يُطلب من الوالدين الحاضنين دفع أول 100 دولار من التكاليف الطبية غير المؤمن عليها التي يتكبدها كل طفل وعندئذ فقط سوف تنظر المحكمة في تفويض الأموال لدعم الطفل من أحد الوالدين غير الحاضنين لاستخدامها في التكاليف المذكورة، كما تقدم المحاكم الكندية دعم للطفل من خلال (الدليل الاتحادي الموجز لدعم الطفل) بناءً على الدخل، ومع ذلك يمكن طلب النفقات الاستثنائية.
و في العديد من الجامعات الأمريكية يعتبر الآباء غير الحاضنين مسؤولين جزئياً عن دفع تكاليف الكلية ودراستهم بشكل عام، وسوف يتم النظر في دخل الوالدين لتحديد معوناتهم المالية، وأيضاً في بعض الولايات قد تطلب المحكمة من الوالدين غير الحاضنين المساعدة في هذه النفقات كما أن الجامعات الكندية تتمتع بمعايير مختلفة وأيضاّ تحاكي بشكل أساسي معايير المقاطعة المطلوبة لتأهيل قرض الطلاب، ويُتوقع من كلا الوالدين تقديم الدعم ونادراً ما يطلب من «الآباء الحاضنين» تقديمه ولكنه يطلب من الوالدين«غير الحاضنين» تقديمه وبموجب القانون.
وفي الولايات المتحدة، يتلقى المُلتزمون أمراً طبياً يطلب منهم إضافة أطفالهم إلى خطط التأمين الصحي الخاص بهم وفي بعض الولايات يتحمل كلا الوالدين مسؤولية توفير التأمين الطبي للطفل/ للأطفال.  أما إذا كان كلا الوالدين يتمتعان بتغطية صحية فمن الممكن أن يضيفوا طفلهم إلى الخطة الأكثر فائدة أو استخدام واحد لتكميل الأخر، كما يحق لأطفال الأفراد المتقاعدين أو المتقاعدين من القوات المسلحة الأمريكية على تغطية صحية بوصفهم من المعالين العسكريين، وقد يتم تسجليهم في برنامج DEERS دون أي كلفة على الملتزم.
كما أن قوانين المسائلة لأموال إعالة الطفل حسب الدولة والولاية، وفي بعض الولايات القضائية مثل: أستراليا، يتم الوثوق بمتلقي دعم الطفل لاستخدام الدفعات في الذي يصب بمصلحة الطفل أولا وبالتالي لا يطلب منهم تقديم تفاصيل محددة عن عمليات الشراء، أما في ولاية كاليفورنيا فإنه لا توجد قيود أو أي نوع من المساءلة على الطريقة التي يصرف بها الشخص المُلزم بدعم الطفل لأنهم يفترضون أنه سيتم إنفاق المال على الطفل وحده.
وفي ولايات قضائية أخرى قد يُلزم القانون مستلم إعالة الطفل بتقديم تفاصيل محددة حول كيفية إنفاقه لأموال الطفل بناءً على طلب المحكمة أو الوالد غير الحاضن، وفي الولايات المتحدة تسمح 10 ولايات للمحاكم بالمطالبة بحساب النفقات أو النفقات من الوالدين الحاضنين وهي: ولاية (كولورادو، وديلاوير، وفلوريدا، وإنديانا، ولويزيانا، وميسوري، ونبراسكا، وأوكلاهوما، وأوريغون، وواشنطن) وبالإضافة إلى ذلك، أذنت حاكم ولاية ألابانا بمثل هذه المطالبة في ظل ظروف محددة ومعينة.

## الحصول على دعم الطفل
قوانين ولوائح دعم الطفل تختلف في جميع أنحاء العالم، ولكن التدخل القانوني ليس إلزاميا لأن بعض الآباء لديهم اتفاقيات وترتيبات غير رسمية لا تشمل المحاكم، حيث يتم تقديم دعم الطفل المالي أو النفقات الأخرى إل الوالد الآخر للمساعدة في دعم أطفالهم، ويمكن الموافقة على ترتيبات الإعالة بشكل تطوعي في بعض الولايات القضائية.
كما أن الدافع الرئيسي لجمع نفقات الأطفال في العديد من الأماكن هو استرداد نفقات الرعاية الاجتماعية، ويطلب من الوالد المقيم أو الوصي الذي يحصل على المساعدة العامة كما هو الحال في الولايات المتحدة أن يسند حقه في إعالة الطفل إلى إدارة الرعاية قبل تلقي المساعدة النقدية، ومن المتطلبات الشائعة لاستحقاقات الرعاية في بعض الولايات أنه يجب على الوالد الحاضن متابعة دعم الطفل من الوالد غير الحاضن.

## إجراءات المحكمة
في حالات الطلاق، يتم تحديد مدفوعات إعالة الطفل كجزء من تسوية الطلاق بجانب القضايا الأخرى مثل: النفقة والحضانة والزيارة. وفي الحالات الأخرى، هناك العديد من الخطوات التي يجب اتخاذها للحصول على دعم الطفل الذي أمرت به المحكمة وقد يقوم بعض الآباء الذين يتوقعون أنهم سيحصلون على دعم الطفل بتوظيف محامين للإشراف على قضايا دعم الطفل الخاصة بهم، كما يمكن للآخرين تقديم طلباتهم الخاصة في محاكمهم المحلية.
وكما أن الإجراءات تختلف على حسب الاختصاص فإن عملية تقديم طلب إلى المحكمة للحصول على دعم للطفل تمر بالعديد من الخطوات الأساسية وهي:
-يجب على أحد الوالدين، أو محاميه أن يظهر أمام القاضي أو المحكمة المحلية لتقديم طلب أو شكوى لإنشاء دعم للطفل، كما أن المعلومات المطلوبة تختلف حسب الاختصاص ولكنها تجمع عادةً بيانات محددة عن كل من الوالدين والطفل أو الأطفال المشتركين في القضية، بما في ذلك أسمائهم أو أرقام الضمان الاجتماعي أو أرقام التعريف الضريبي وتواريخ الميلاد، وقد يطلب من الآباء أيضاً تقديم تفاصيل تتعلق بزواجهم أو طلاقهم إن أمكن، بالإضافة إلى الوثائق التي تثبت هوية ونسب الطفل أو الأطفال، وقد تفرض بعض السلطات المحلية رسوماً مقابل تقديم هذه الطلبات، ومع ذلك إذا كان الوالد هو الذي قام بتقديم الطلب ويتلقى أي نوع من المساعدة العامة، فيمكن التنازل عن هذا الرسوم.
- أما عن الوالد الآخر، فبإمكانه تقديم استدعاء للمحكمة من الشريف (العمدة)، أو ضابط الشرطة، أو المأمور (خادم العملية)، كما يبلغ الاستدعاء الطرف الأخر بأن يتم مقاضاته لدعم الطفل وبعد تقديم الخدمة، يجب على الوالد الآخر حضور جلسة استماع إلزامية للمحكمة لتحديد ما إذا كانوا مسؤولين عن دفع إعالة الطفل .
- أما في الحالات التي يتم فيها إنكار نسب الطفل، أو لم يتم إثباته عن طريق الزواج أو لم يتم إدراجه في شهادة الميلاد، أو في حالة الاشتباه في تزوير الأبوة، يجوز للمحاكم أن تطلب إثبات للأبوة ويمكن إثبات الأبوة طوعاً إذا وقع الأب على شهادة خطية أو يمكن إثباته من خلال الحمض النووي في الحالات المُختلف عليها وبمجرد تأكيد هوية الأب من خلال اختبار الحمض النووي يتم التعديل على شهادة ميلاد الطفل لتشمل اسم الأب .
- وبعد إثبات مسؤولية إعالة الطفل ورضا المحكمة عن إجابات أسئلة الأبوة ستقوم المحكمة بإخطار الملتزم وتطلب من الوالد إجراء دفعات دعم للطفل في الوقت المناسب (قد تكون صفراً، 60 دولاراً، أو أكثر) وإنشاء أي أحكام أخرى مثل الأوامر الطبية، وبشكل عام سيطلب من الأب دفع تكاليف الاختبارات الجينية.

## حساب مبلغ (إعالة الطفل)
هناك طرق مختلفة لحساب مبلغ مدفوعات مكافآت إعالة الطفل وهناك العديد من الولايات القضائية تنظر في أكثر من مصدر للمعلومات عن تحديد الدعم مع مراعاة دخل الوالدين، وعدد وأعمار الأطفال الذين يعيشون في المنزل ونفقات المعيشة الأساسية والرسوم المدرسية، أما إذا كان لدى الطفل احتياجات خاصة مثل: علاج مرض خطير أو إعاقة، فقد تؤخذ هذه التكاليف في الاعتبار أيضاً.
وقد يستند الدليل الموجز لأوامر الدعم إلى قوانين تتطلب من المدينين دفع نسبة مئوية ثابتة من دخلهم السنوي مقابل نفقات أطفالهم، وغالباً ما يتم الجمع بين نهجين، ففي المملكة المتحدة على سبيل المثال، هناك أربعة معدلات أساسية لحساب دعم الطفل تعتمد على نسبة دخل المُلزمين والتي يتم تعديلها بناءً على عدة عوامل. أما في الولايات المتحدة فتطلب الحكومة الفيدرالية من جميع الولايات أن تكون لديها حسابات إرشادية، أما الدليل الموجز فهو عبارة عن نسبة مئوية من الدخل أو أكثر تكون في جدول يوضع به نسبة الدخل والمبلغ اللازم لدعم من واحد إلى ستة أطفال وغالباً ما يتم تنفيذ هذه الحسابات بواسطة برامج الكمبيوتر عن طريق إدخال بعض المعلومات المالية بما في ذلك: الأرباح، الزيارة (بين عشية وضحاها مع الوالد غير الحاضن NCP) وتكاليف التأمين الصحي، وعوامل أخرى .
و إذا تم استخدام الجداول في الإرشادات فإنه يتم حساب هذه الجداول من قبل الاقتصاديين مثل: Policy Studies, Inc.  يدرسون بها معدل الإنفاق من الأزواج بدون أطفال والأزواج مع الأطفال مستخدمين الإنفاق الاستهلاكي. أما المبلغ الإضافي الذي يتم إنفاقه على الأطفال لتغطية النفقات مثل: تأمين السيارات، وامتحانات AP ، والهواتف الخلوية والخطط، وهدايا عيد الميلاد، والنفقات التعليمية (رحلات، وصور، وأدلة دراسة، ودروس خصوصية، وامتحانات AP والأنشطة الرياضية، والمعسكرات الصيفية واختصارها بجدول. وعندئذ، يجد الوالدان المنفصلان جميع مصاريفهم ودخلهم في الجدول ومتوسط ما تدفعه الأسر السليمة لأطفالهم، أما في نموذج أسهم الدخل المستخدم على نطاق واسع يتم فيه تقسيم هذا المبلغ نسبة إلى دخل الوالدين.

## تغييرات الظروف
حين يتم إنشاء طلبات لدعم الأطفال عادةً ما تبقى ثابتة إذا لم تتم مراجعتها، ويحتفظ المُلزمون والمُلتزمون بالحق في طلب مراجعة المحكمة للتعديل (وعادةً ما تكون من ستة أشهر إلى سنة أو أكثر من بعد إصدار الأمر أو حين تحصل تغيرات في الظروف بحيث يتغير دعم الطفل بشكل كبير) على سبيل المثال: إذا كان المدين يواجه صعوبات مالية فقد يقدم للمحكمة بطلب لتخفيض دفعات الدعم، وهذه المصاعب المالية تشمل: دعم أطفال آخرين، أو البطالة، أو نفقات الرعاية الصحية الاستثنائية وغيرها، وأيضاً إذا كان المدين يقضي وقتاً أطول مع الطفل فيمكنه تقديم طلب للمحكمة لتخفيض دفعات الدعم، وعلى العكس أيضاً فحين تزداد مصاريف الطفل فقد يطلب الشخص الملتزم بزيادة المدفوعات لتغطية التكاليف الجديدة.
وعلى الرغم من أن كلا الوالدين لهما الحق في تقديم طلب للمحكمة من أجل تعديل أمر الدعم إلا أن التعديلات ليست تلقائية وقد يتم رفض تغييرها من قبل القاضي حتى بعد سماع وقائع القضية وهذا يعني أن دخل المدينين قد انخفض ولذلك المحكمة ترى أن انخفاض الدخل ليس خطأ من الطفل وأنه لن يقلل من نفقات الطفل لذلك لا ينبغي أن يؤثر عليه مالياً، وبالمثل  فقد تجد المحكمة أن زيادة نفقات الطفل ربما قد تم حسابها من قبل الوالد المستلم وانها ليست ضرورية، وبالتالي لا ينبغي أن يزيد الدعم للوالد الذي يقوم بالدفع .
ففي قانون الولايات المتحدة الأمريكية، فإن تعديل برادلي يطلب من المحاكم حظر التخفيض لأنه يؤثربشكل رجعي على التزامات دعم الطفل:
- يشغل حظراً تلقائيا حتى يتأخر دعم الطفل.
- - يتخطى كل قوانين الدولة.
- يمنع من التقدير القضائي حتى من قضاة الإفلاس.
- يطلب منه الاحتفاظ بمبالغ الدفع دون مراعاة للقدرة المالية للشخص المستحق لإعالة الطفل (الملتزم) ولا يتم وضع أي اعتبار لتغيرات ظروفه ولا اعتبارها ضرورة البتة.

## التوزيع والدفع
هناك طرق عديدة لتوزيع مدفوعات إعالة الطفل، وفي الحالات التي يكون فيها الملتزم مسؤولا عن مصروفات محددة مثل رسوم المدرسة ويمكنه دفعها مباشرةً بدلاً من الشخص الملتزم.
أما في بعض الولايات القضائية فيطلب من الملتزمين تحويل مدفوعاتهم إلى وكالة إنفاذ إعالة الطفل التابعة للحكومة الاتحادية أو الولاية وتسجّل المدفوعات ويتم خصم أي مبلغ مطلوب لتسديد الحكومة ثم يتم تمرير الباقي إلى الملزم (الوالد المستلم) إما عن طريق الإيداع المباشر أو الشيكات.
يعتمد المستفيد الأول من إعالة الطفل على حالة رفاهية المستفيد فعلى سبيل المثال: إذا كان الملتزم يتلقى شيكاً شهرياً من الحكومة فيتم دفع جميع الدعم الحالي الذي تم جمعه خلال الشهر المذكور إلى الحكومة لتسديد المبالغ المدفوعة للملتزم، أما ما يتعلق بالأسر التي كانت تقدم المساعدة في السابق فإنه يتم دفع الدعم الحالي للأسرة أولاً وبعد تلقي الدعم المذكور يجوز للحكومة أن تجمع المدفوعات الإضافية لتسديد التعويضات السابقة عن مدفوعاتها إلى لجهة المستحقة (الأم المستلمة).
أنظر إلى USC 657 42) أ- إن الدفعات الحالية للدعم: للحد الذي لا يتجاوز المبلغ الذي تم جمعه المبلغ المطلوب دفعه للأسرة عن الشهر الذي تم جمعها فيه فإن الدولة تقوم بتوزيع المبلغ على العائلة)
تشير دراسة أجريت في الولايات المتحدة أجريت عام 2007 من جامعة بالتيمور إلى أن 50 % من جميع متأخرات إعالة الطفل هي مستحقة للحكومة لتسديد نفقات الرعاية الاجتماعية، ولا تحقق نصف الولايات الأمريكية على أي من دعم الطفل الذي تجمعه الأسر ذات الدخل المنخفض والتي تتلقى خدمات من الضمان الاجتماعي وغيرها من المساعدات بدلاً من تسديد نفقاتها وأيضا الحكومة الفيدرالية أما الباقي فيتجاوز ما يعادل 50.00 دولار شهريا.
ولقد سعى قانون تخفيض العجز في عام 2006 إلى تخفيض المبلغ الذي تطالب به الحكومة لضمان وصول المزيد من الأموال إلى الأطفال والأسر مشيرين إلى أن الملتزمين (الذين يدفعون للوالدين) مستعدون لدفع إعالة الأطفال حين يكون المستفيد الأول من المدفوعات هم الأطفال.
وتقدم معظم الولايات الأمريكية مخصصات لإعالة الطفل من خلال الإيداع المباشر ولكن هناك العديد من الولايات تسدد المبالغ المستحقة إلى المستفيدين الذين ليس لديهم حساب مصرفي وتكون من خلال بطاقة خصم مسبقة الدفع، وكان أكثر ما ساعد الدولة من خلال استخدامها للبطاقات مسبوقة الدفع هو زيادة شعبية بطاقات الخصم على الفوائد الفيدرالية مثل: بطاقة الخصم المباشر من Express direct Debit Master Card والتي تقدمها MasterCard وVisa و Chaseو بنك Comerica .

## مدة أوامر الدعم
تختلف مدة طلبات الدعم باختلاف الولاية وحسب القضية، وعادة ما تنتهي متطلبات الدعم عندما يبلغ الطفل سن الرشد، والتي قد تتراوح في سن 16 إلى 23أو خريجي الثانوية ، وفي بعض الدول التي لديها أحكام تسمح بالدعم لحين وصول الطفل لسن الرشد إذا كان مسجلاً كطالب بدوام كامل ويسعى للحصول على شهادة ما بعد المرحلة الثانوية، فإذا كان المدين ملزمًا بدفع إعالة الطفل ، فيجب عليه الاستمرار في سداد الدفعات حتى يتم سداد الديون، بغض النظر عن عمر الطفل.
و أيضاً هناك عدة ظروف تسمح بإنهاء أمر دعم الطفل تحت سن الرشد وتشمل: الزواج ، والتحرر القانوني أو الموت.
قضايا الامتثال والتنفيذ:
- (الوالد الميت) ويعني ذلك: الأهل المتهربين من سداد الديون
- المادة الرئيسية (الوالد الميت)
- فيما يتعلق بالتزامات دعم الطفل فإن الوالد الميت هو الشخص الذي يرفض تقديم المدفوعات أو نفقات الطفل.
- عادة ما تشير وكالات دعم الطفل الحكومية الأمريكية إلى العملاء على أنهم يمتثلون ، أو لا يمتثلون أو لا يمتثلون بشكل إجرامي، تم الحكم على الامتثال من قبل أداء الطرف الذي يقوم بالدفع ملبياً الشروط المالية لأمر المحكمة لدعم الطفل قانونياً، وفي بعض الظروف ، وجد الملتزمون أنهم «غير ملتزمين» أو «غير ملتزمين جنائياً» وأنهم أصحاب مهن (مثل الأطباء ، المحامين ، أطباء الأسنان ، الخ) وغيرهم من يمتلك تراخيص (على سبيل المثال السائق) معلقة أو تم إبطالها في محاولة لجمع الأموال للدعم والنفقات المشتركة.
أما بالنسبة للولايات المتحدة فلديها نظام قابل للتفاوض للغاية ، وأما القوانين الكندية فهي تلقائية إلى حد ما وخالية من الأخطاء ويتم تحديد دعم الطفل بعدد الأطفال ومعدل دخل المدين.

## التطبيق
تختلف اللوائح والقوانين المتعلقة بتنفيذ أوامر إعالة الطفل حسب الدولة والولاية. ففي بعض الولايات القضائية مثل: أستراليا فيتم الإشراف على التنفيذ بواسطة مكتب وطني. أما في البلدان الأخرى ، مثل: كندا فتقع مسؤولية تنفيذ أوامر إعالة الطفل تقع على عاتق المقاطعات الفردية بمساعدة مالية ولوجستية من الحكومة الفيدرالية. أما في الولايات المتحدة ، فيتم التعامل مع تنفيذ دعم الطفل على مستوى الولاية إلى حد كبير ، ولكن قد يخضع الوالدان غير المطابقان اللذان يحققان معايير معينة ، مثل : السفر عبر خطوط الولاية للتحايل على الطلبات أو بسبب مدفوعات الدعم لأكثر من عامين ، فهم يتعرضون للملاحقة الفيدرالية. بموجب قانون العقوبات الفيدرالي.
ويتمثل أحد محاور التركيز في المادة 27 من إعلان حقوق الطفل في إنشاء وتعزيز المعاهدات الدولية لتعزيز المساعدة في تنفيذ أوامر إعالة الطفل عبر الحدود الوطنية والدولية. وبموجب هذه الاتفاقيات ، تعتبر الأوامر الصادرة في بلد واحد صالحة وقابلة للتنفيذ في بلد آخر ، ويمكن إتباعها من خلال إجراءات المحاكم المحلية. والهدف من هذه الاتفاقيات هو ضمان عدم تمكن الآباء غير الملتزمين من التهرب من مدفوعات الدعم عن طريق عبور الحدود الدولية .
ولتحقيق هذه الغاية ، تم إنشاء العديد من الاتفاقيات الدولية التي تُعنى بتنفيذ أوامر الصيانة بين المحكومين ، بما في ذلك اتفاقية الأمم المتحدة لعام 1956 بشأن التعافي في الخارج من الصيانة، واتفاقية مؤتمر لاهاي لعام 1973 بشأن الاعتراف بالقرارات المتعلقة بالتزامات النفقة وتنفيذها، واتفاقية الأمم المتحدة لعام 1956 بشأن الانتعاش في الخارج من الصيانة واتفاقية لاهاي للصيانة 2007  .
وهناك حاليا أكثر من 100 دولة لديها ترتيبات متبادلة لأوامر إعالة الطفل. ومن الأمثلة على الاتفاقات المتبادلة: ما تم تنفيذه في المملكة المتحدة بشأن أوامر الصيانة المتبادلة REMO)) وتلك الخاصة بكندا ، [79] أستراليا ونيوزيلندا ، والولايات المتحدة ، والاتحاد الأوروبي.
وتختلف عواقب عدم السداد باختلاف الاختصاص وطول المدة التي ظل فيها الوالد غير مستجيباً وغير موافق على المبلغ المستحق، وتشمل العقوبات : زيادات الأجور ورفض أو تعليق السائقين والصيد والتراخيص المهنية. أما في الولايات المتحدة ، فقد يُحرم الوالدان غير الملتزمان اللذان يتجاوزان 2500 دولار من المتأخرات من جوازات السفر بموجب برنامج رفض جواز السفر. أما أستراليا والنمسا وفنلندا فلا يتم سجن الأشخاص بسبب عدم دفع متأخرات دعم الطفل. أما في الولايات المتحدة : فيمكن اعتبار عدم دفع إعالة الطفل جريمة جنائية أو جريمة مدنية ويمكن أن تؤدي إلى السجن . أما في نيويورك ، يعد الفشل المستمر في توفير دعم الطفل جريمة من الجرائم التي يعاقب عليها بالسجن لمدة تصل إلى 4 سنوات. بالإضافة إلى ذلك ، يخضع المدينون المعيلون للأطفال لغرامات ومصادرة لممتلكاتهم.
وبما أنه من الواجب توفير إعالة الطفل وتعتبر مطلباً منفصلاً عن المتطلبات المدنية فيجب الإطاعة لأمر المحكمة فيما يتعلق بالزيارة ، ويعدّ من النادر للغاية أن يُسجن أحد الوالدين بسبب مخالفة ذلك الجزء من أمر المحكمة.

## القوانين في بعض الولايات القضائية المحددة
المقال الرئيسي: دعم الطفل حسب البلد
يختلف دعم الطفل في الولايات المتحدة من ولاية إلى أخرى ومن قبيلة لأخرى ، فكل دولة لها قانونها أما فيما يخص القبائل فلدينا قبيلة الهنود الأميركيين المعترف بها اتحاديًا وتعتبر مسؤولية عن تطوير إرشاداتها الخاصة لتحديد دعم الطفل.
للحصول على معلومات حول سياسات دعم الطفل في بلدان معينة ، بما في ذلك أستراليا ونيوزيلندا والمملكة المتحدة والولايات المتحدة ، يجب عليك الاطلاع على دعم الطفل حسب بلدك.
الفعالية:
إن الولايات المتحدة اليوم تندفع باتجاه نظام معدل وتطالب العديد من المجموعات بمقاربة عدم التدخل حيث لا تقوم الحكومة بتشتيت الأمور داخل الأسرة وقد تشجع هذه المطالبات للتغيير في القوانين المحلية والاتحادية ، وتقلل من المشاكل الناشئة عن نظام دعم الطفل .
النقد:
يجب أن تتضمن هذه المقالة ملخصًا لحركة حقوق الآباء # دعم الطفل.
انظر أيضا: حركة حقوق الآباء § دعم الطفل ، ودباي ضد ويلز.

## عيوب التنفيذ والآثار الجانبية
في الولايات القضائية التي يتم فيها تخفيض دعم الطفل أو تخفيضه جزئياً عند تقديم الرعاية من قبل كلا الوالدين ، قد يكون هناك حافز مالي للوالد المقيم لتحديد مقدار الوقت الذي يستطيع الوالد الآخر رؤية أطفاله فيه، فإذا كان أحد الوالدين يسعى للحصول على الحضانة بهدف تعظيم دعم الطفل ، فقد يكون التأثير هو تقليل وقت التواصل التي يمتلكها الأطفال مع الوالد الآخر دون النظر إلى احتياجاتهم أو رغباتهم.
ولا يتم الدفع للأطفال ولكن لا يُشترط فيما بين الوالدين والملتزم بدفع حساب كيفية إنفاق أموال دعم الطفل.و لا يلزم استخدام مدفوعات الدعم لدعم الطفل ، ويمكن اعتبارها عقابًا للوالد الذي يقوم بدفع إعالة الطفل، وللرد على هذا الانتقاد يقال أنه إذا كان أحد الوالدين يعتني بالأطفال ، فإن ذلك الوالد سيتكبد تكاليف توفير هذا الدعم ، حتى لو لم يكن واجباً عليه أن يحسب نفقات دعم الطفل  .
كما أن منتقدو دعم الأطفال ، مثل: جماعات حقوق الأب يشتكون من أنه في معظم الولايات الأمريكية والمملكة المتحدة لا يوجد أي مطلب لاستخدام أموال دعم الطفل للطفل باستثناء الحالات غير الاعتيادية ، كما أن معظم الولايات القضائية تطلب إجراء حسابات بشأن طلب دفع إعالة الطفل ويجب على الوالد الحاضن دعم الأطفال وأن يكون متوسط مدفوعات إعالة الطفل أقل بكثير من نسبة تكلفة تربية الطفل. كما أنه في عشر ولايات أمريكية وتحت ظروف معينة فإنه يمكن طلب حساب أموال دعم الطفل.
ويشير منتقدو دعم الأطفال إلى أن أوامر الدعم تحمل تهديدًا بالعنف من قبل الدولة لإعطاء الوالد المقيم درجة من الرقابة المالية على الوالد غير المقيم ، ويمكن اعتبار تنفيذ دعم الطفل من العنف المنزلي أو الإساءة ولكن لم تقبل أي سلطة قضائية هذه الحجة ، ولن يواجه الوالد الذي أمر بدفع إعالة طفله أية عواقب قانونية إذا تم السداد كما أمرت به المحكمة  .
و يجادل بعض الآباء والأمهات أنه ينبغي السماح لهم بإعالة أطفالهم بشكل مباشر مع إضافة تلك المخصصات مقابل إعالة الطفل أو أخذ أي دفعة إلى الوالد الآخر، وأيضاً يجادل البعض بأن الأمر الصادر بخصوص دفع إعالة الطفل يقلل من قدرتهم على إعالة أطفالهم بشكل مباشر، ومع ذلك ، لقد أعترفت المحاكم وبشكل موحد بأن الوالد الحاضن سيتحمل نفقات رعاية الأطفال التي قد يفضّل الوالد غير الحاضن عدم دفعها ، وأن إعطاء الوالد غير الحاضن سيطرة مباشرة على كيفية استخدام دعم الطفل سيؤدي في كثير من الحالات إلى السلوك المسيء أو المسيطر من قِبل دافع إعالة الطفل  .
كما أن بعض قوانين وصيغ دعم الطفل لا تعني دفعة دعم الطفل للأطفال ، أو المصاريف التي يتكبدها الدفع في رعاية الأطفال، فعلى سبيل المثال : في المملكة المتحدة لا يوجد حساب مأخوذ من دخل الوالدين «المقيم» والوالد «غير المقيم» الذي يرعى الأطفال 174 ليلة في السنة فيجب أن يدفع للوالد الآخر 57 ٪ من أعمال الصيانة ، فقد دفعوا إذا لم يقدموا أي رعاية. وبالتالي ، فقد يكون للوالد «غير المقيم» تكاليف متساوية تقريبًا ولكن قد يحتاج إلى الإقامة، والملبس ، ونقل الأطفال ومع ذلك فهو ملزم بدفع ما يصل إلى 17٪ من دخله كدعم للطفل . كما أن العديد من الولايات القضائية حاولت تطوير صيغ ونماذج دعم الطفل وأن نأخذ بعين الاعتبار مدى تشارك الوالدين في حضانة الطفل ، وتعديل مبالغ دعم الطفل في ترتيبات الأبوة والأمومة المشتركة فيما يتعلق بتقسيم وقت الأبوة والأمومة  .
ففي الولايات المتحدة ، تتلقى كل ولاية أموالاً من الحكومة الفيدرالية لتعويض بعض النفقات التي تتكبدها في معالجة قضايا الأبوة والدعم الزوجي ودعم الطفل. وقد قيل إن هذا يخلق حافزًا لكل ولاية لفرض أوامر دعم أكبر من اللازم ، لأن القيام بذلك يخلق حافزًا ماليًا أكبر لكل ولاية. ومع ذلك ، وكمسألة قانونية ، عندما تطلب الحكومة الفدرالية إجراءً من الدولة ، فإنه مطلوب على نطاق واسع لتعويض الدولة عن تكلفة الإجراء المطلوب. وقد قيل أيضًا إن المشكو في قضية دعم الطفل لا يمكن أن يحصل على محاكمة عادلة نظرًا لأن المحاكم لها مصلحة مالية في الحفاظ على أوامر إعالة الطفل. ومع ذلك ، لم يكن هناك أي دليل على أن الدول قد أنشأت أو عدّلت صيغ دعم الطفل الخاصة بها ، كما أنها لن تؤدي إلى زيادة التعويضات الفيدرالية.

## حق الرجل في الاختيار
تعرضت الكثير من سياسات دعم الطفل للنقد من قبل جماعات الدفاع عن حقوق الآباء ومن جانب بعض النسويات، الذين ذكروا أن سياسة دعم الطفل تنتهك المساواة بين الجنسين وتحرم الرجال من خيار الإنجاب. كما ادعت الكثير من الدول أنها لم تجد أي تمييز بين الجنسين في نظام دعم الطفل ، حيث يستند دعم الطفل على ترتيبات الدخل والحضانة وليس على أساس النوع. وبما أن دعم الطفل هو لصالح الطفل وليس الوالد ، فإن المحاكم لا تتعاطف مع فكرة أنه يجب على الوالد أن يرفض دعم الطفل من خلال الادعاء بأنه كان يفضل عدم ولادة الطفل.
كما تم انتقاد المبادئ والسياسات الخاصة بدعم الطفل بسبب مطالبة الفتيان والرجال الذين وقعوا ضحايا الاعتداء الجنسي بدفع إعالة الطفل إلى النساء اللواتي اعتدي عليهن جنسياً.
كما صاغ ميلاني ماكوللي  وهو محامي ولاية كارولينا الجنوبية ، مصطلح الإجهاض الذكري في عام 1998 والذي يشير إلى أنه يجب السماح للأب بالتنازل عن التزاماته تجاه الجنين في مرحلة مبكرة من الحمل، ويعتقد المؤيدون أن هذا المفهوم يبدأ من فرضية أنه عندما تحبل امرأة غير متزوجة يكون لديها خيار الإجهاض أو التبني أو الأبوة. ونشئ جدال في سياق المساواة بين الجنسين المعترف بها قانونياَ أنه في المراحل المبكرة من الحمل يجب أن يكون لدى الأب حق وأعتبر أنه حق من  حقوق الإنسان وهو أن يكون قادراً عن التخلي عن جميع حقوق الأبوة في المستقبل والمسؤولية المالية تاركاً للأم الخيار بين الخيارات الثلاثة نفسها . ويهدف مفهوم ماكوللي للإجهاض الذكري إلى مساواة الوضع القانوني للرجال غير المتزوجين والمرأة غير المتزوجة من خلال منح الرجل غير المتزوج بموجب القانون القدرة على «إفشال» حقوقه والتزاماته تجاه الطفل، أما إذا قررت المرأة إبقاء الطفل ، فقد يختار الأب عدم قطع كل العلاقات بشكل قانوني  .
وهذا المفهوم نفسه كان مدعومًا من قبل الرئيس السابق للمنظمة النسائية الوطنية للمرأة ، المحامية كارين ديكرو ، التي كتبت: «إذا كانت المرأة تتخذ قرارًا أحاديًا بجلب الحمل ، فإن الأب البيولوجي لا يستطيع المشاركة في هذا القرار ، لا ينبغي أن يكون مسؤولا عن 21 عاما من الدعم ... لا ينبغي على النساء المستقلات اللواتي يتخذن قرارات مستقلة بشأن حياتهن أن يتوقعن من الرجال تمويل اختيارهن.»
وقد تمت تجربة المفهوم القانوني في قضية دوباي ضد ويلس ورفضته المحكمة ، لأن التشريع في مختلف الولايات القضائية يضع حالياً مبادئ إذا كان دعم الطفل مستحقاً وكذلك مبلغه. وبناءً على ذلك ، سيكون التشريع مطلوبًا لتغيير القانون لتنفيذ مفهوم مكوللي  .